# 黃應舉
黄应举（1575年—1610年），字弘選，號青霞，廣東廣州府南海县人，明朝政治人物。

## 生平
万历三十一年（1603年）癸卯科廣東乡试舉人，三十二年（1604年），登甲辰科进士，吏部觀政，三十三年授漳浦縣知縣，三十八年补刑部主事，奉差南方，竟病不起，卒年三十六。